# Mínimo de Dalton

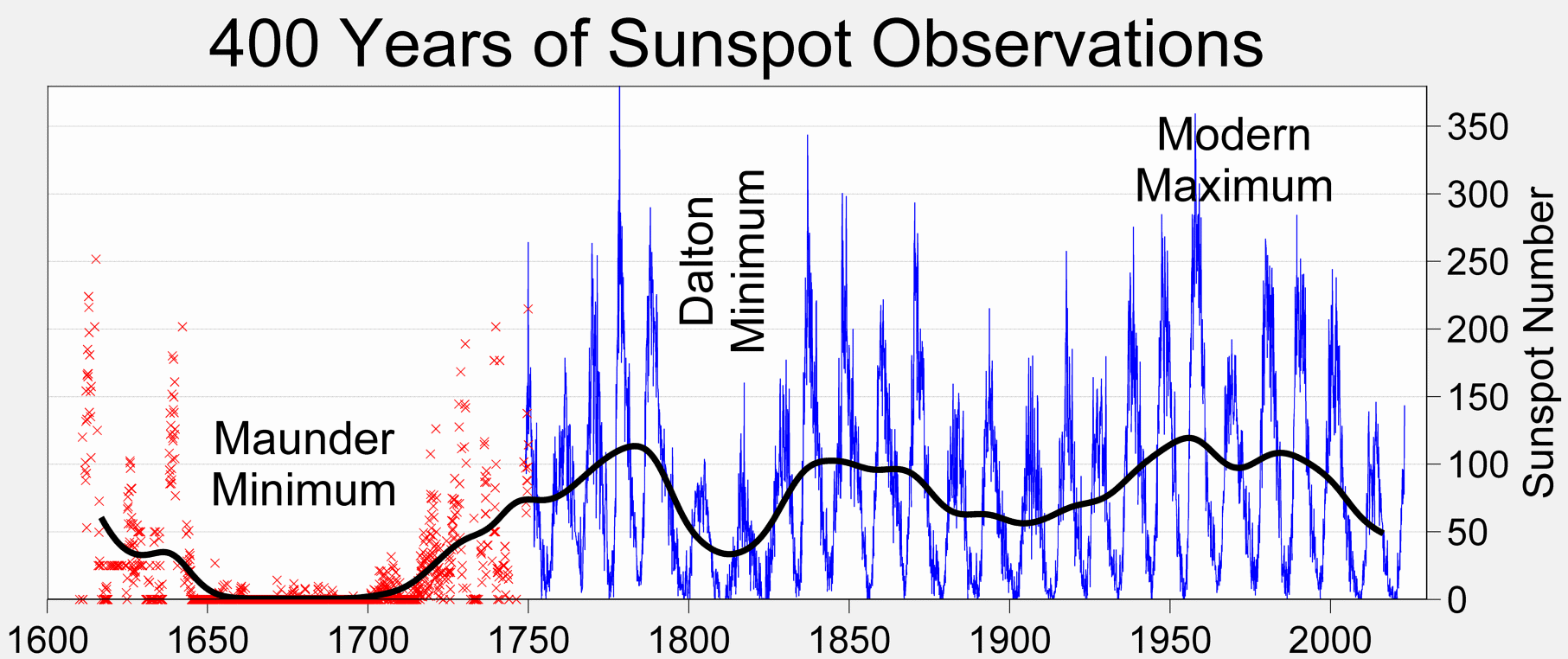
El mínimo de Dalton en los 400 años de historia relevada del número de manchas solares.

El mínimo de Dalton fue un período de baja actividad solar que duró aproximadamente desde 1790 a 1830. Toma su nombre del meteorólogo británico John Dalton. Como el mínimo de Maunder y el mínimo de Spörer, el mínimo de Dalton coincidió con un período de temperatura global por debajo del promedio. Durante el período hubo una variación de temperatura de aproximadamente 1 °C.
La causa exacta de la temperatura más baja de lo normal durante este período no es totalmente comprendida. Trabajos recientes han sugerido que el aumento de vulcanismo fue en gran parte responsable del enfriamiento.
Durante el año sin verano, en 1816 y durante el mínimo de Dalton, la razón principal para las temperaturas frías de ese año fue la super colosal erupción del monte Tambora en Indonesia, que fue una de las dos más grandes erupciones de los últimos 2000 años. 